# 東風破 (電影)
《東風破》，是一部香港電影，由東華三院斥資拍攝，慶祝140周年。由麥婉欣、鄭思傑執導，由泰迪羅賓、苗可秀、官恩娜、周俊偉主演，以及何韻詩、呂聿來、邵音音、張同祖、劉浩龍等人合演，於2010年11月11日上映。
《東風破》以東華義莊及上環一間中藥店為故事背景，以「回家」作為主題，帶出親情、友情和愛情、亦透過對官恩娜、周俊偉等年輕角色的描寫，帶出年青人在現代社會的急速變化中感到迷失和迷惘。
根據導演陳茂賢指出，《東風破》為首部而《破·地獄》則為第二部於東華義莊取景的電影。

## 角色

### 主要角色
- 泰迪羅賓 飾 林山
- 苗可秀 飾 余並蒂（Eva）
- 官恩娜 飾 關亞男（Merry）/ 年輕余並蒂（Eva）
- 周俊偉 飾 余麟（Allen）

### 客串角色
- 何韻詩 飾 欣
- 呂聿來 飾 年輕林山（粵語配音：湯駿業）
- 邵音音 飾 Nancy
- 張同祖 飾 牛七
- 劉浩龍 飾 Leslie
- 徐貴三	飾 象皮
- 呂小坤 飾 豬苓
- 林澤聯	飾 滔仔
- 岑珈其	飾 少年牛七

### 聲音演出
- 謝雪心	飾	電台廣播員

## 獎項
| 年份   | 頒獎典禮             | 獎項             | 入圍者                                    | 結果 |
| ------ | -------------------- | ---------------- | ----------------------------------------- | ---- |
| 2011年 | 第30屆香港電影金像獎 | 最佳攝影         | 關智耀                                    | 提名 |
| 2011年 | 第30屆香港電影金像獎 | 最佳原創電影歌曲 | 《Here to Stay》 作曲、填詞、主唱：恭碩良 | 獲獎 |

## 外部連結
- 東華三院一百四十周年呈獻《東風破》成為香港亞洲電影節閉幕電影 11月11日公映 （页面存档备份，存于），東華三院網頁

1. 1 2  .   [2024-12-08]. （原始内容存档于2023-08-18） （中文（香港））.